# Beybienkoana
Beybienkoana is een geslacht van rechtvleugeligen uit de familie krekels (Gryllidae). De wetenschappelijke naam van dit geslacht is voor het eerst geldig gepubliceerd in 1988 door Gorochov.

## Soorten
Het geslacht Beybienkoana omvat de volgende soorten:
- Beybienkoana africana Chopard, 1962
- Beybienkoana australica Chopard, 1925
- Beybienkoana bakboensis Gorochov, 1988
- Beybienkoana ditrapeza Liu & Shi, 2012
- Beybienkoana formosana Shiraki, 1930
- Beybienkoana gregaria Yang & Yang, 2012
- Beybienkoana karnyi Shiraki, 1930
- Beybienkoana longecaudata Chopard, 1925
- Beybienkoana longipennis Liu & Yin, 1993
- Beybienkoana luteola Yang & Yang, 2012
- Beybienkoana majora Liu & Shi, 2012
- Beybienkoana parvula Shi & Liu, 2007
- Beybienkoana splendida Yang & Yang, 2012
- Beybienkoana tenuis Bey-Bienko, 1966
- Beybienkoana trapeza Liu & Shi, 2012